# Sutonocrea devitta
Sutonocrea devitta là một loài bướm đêm thuộc phân họ Arctiinae, họ Erebidae.